# Vasj syn i brat
Vasj syn i brat (russisk: Ваш сын и брат) er en sovjetisk spillefilm fra 1965 af Vasilij Sjuksjin.

## Medvirkende
- Vsevolod Sanajev som Yermolai Vojevodin
- Leonid Kuravljov som Stepan Vojevodin
- Anastasija Filippova
- Marta Grakhova som Vera Vojevodina
- Aleksej Vanin som Ignatij Vojevodin